# Републикански път III-484
Републикански път IIІ-484 е третокласен път, част от републиканската пътна мрежа на България, преминаващ изцяло по територията на област Сливен. Дължината му е 28 км.
Пътят се отклонява надясно при 35,3 км на Републикански път II-48 в най-високата точка на Котленския проход и се насочва на запад през северните склонове на Котленска планина. Преминава през село Кипилово и на 3,5 км северно от село Стара река се съединява с Републикански път II-53 при неговия 73,2 км.
| Пътища, отклоняващи се надясно (населено място, № на пътя, посока на пътя) | Км   | Пътища, отклоняващи се наляво (посока на пътя, № на пътя, населено място) |
| -------------------------------------------------------------------------- | ---- | ------------------------------------------------------------------------- |
| Община Котел, II-48, 35,3 км →                                             | 0,0  | → 35,3 км, II-48, Община Котел                                            |
| с. Кипилово                                                                | 21,9 | с. Кипилово                                                               |
| (за с. Боринци) общински път ←                                             | 23,4 |                                                                           |
| Община Сливен                                                              | 24,8 | Община Сливен                                                             |
| (от с. Поликраище) II-53, 73,2 км →                                        | 28,0 | → 73,2 км, II-53 (до гр. Средец)                                          |